# Championnat de Russie masculin de water-polo
Le championnat de Russie de water-polo masculin est la principale compétition russe de water-polo. Il est établi à partir de la saison 1992-1993 et prend le relais, dans ce pays, du championnat de l'Union soviétique.

## Palmarès masculin
- 1993 : CSK VMF Moscou
- 1994 : Dynamo Moscou
- 1995 : Dynamo Moscou
- 1996 : Dynamo Moscou
- 1997 : Spartak Volgograd
- 1998 : Dynamo Moscou
- 1999 : Spartak Volgograd
- 2000 : Dynamo Moscou
- 2001 : Dynamo Moscou
- 2002 : Dynamo Moscou
- 2003 : Spartak Volgograd
- 2004 : Spartak Volgograd
- 2005 : Shturm 2002
- 2006 : Shturm 2002
- 2007 : Sintez Kazan
- 2008 : Shturm 2002
- 2009 : Shturm 2002
- 2010 : Spartak Volgograd[1]
- 2011 : Spartak Volgograd[2]
- 2011 : Spartak Volgograd
- 2012 : Spartak Volgograd
- 2013 : Spartak Volgograd
- 2014 : Spartak Volgograd
- 2015 : Spartak Volgograd
- 2016 : Spartak Volgograd
- 2017 : Spartak Volgograd
- 2018 : Dynamo Moscou